# Raamvertelling
Een raamvertelling of kadervertelling (ook wel raamverhaal of kaderverhaal) is een narratieve techniek waarbij een bepaald verhaal de omlijsting vormt voor een aantal andere verhalen, de binnenvertellingen. Raamvertellingen worden vooral gebruikt in films en literatuur.
Een raamvertelling start met een vertelling in het heden waarin verschillende personages aan het woord komen. Dit gedeelte is bedoeld als expositie, waarbij het thema wordt bepaald en de personages als vertelinstanties worden geïntroduceerd. Die vertellen dan elk hun verhaal dat in het verleden heeft plaatsgevonden. Op die manier worden deze verhalen narratief samengebonden door een soort flashback-techniek.
In de ingekaderde vertellingen kan dan telkens één verteller aan het woord zijn, of verschillende vertellers, zoals in de Decamerone van Boccaccio. Het kan gebeuren dat binnen een vertelling weer een ander verhaal wordt verteld, zoals in Duizend-en-een-nacht.

## Voorbeelden
- Homerus' Odyssee en deels ook de Aeneis
- Metamorphoses van Ovidius
- Duizend-en-een-nacht uit het Midden-Oosten
- Decamerone van Giovanni Boccaccio
- Heptamerone van Margaretha van Valois
- Pañcatantra en Yoga Vasishtha uit India
- The Canterbury Tales van Geoffrey Chaucer
- Faust van Johann Wolfgang von Goethe
- Max Havelaar van Multatuli
- Haunted (Gekweld) van Chuck Palahniuk
- Woeste Hoogten van Emily Brontë
- Lentebeken en Eerste liefde van Ivan Toergenjev
- Heart of Darkness van Joseph Conrad
- De Kreutzersonate van Lev Tolstoj
- Nunc Dimittis van Roald Dahl
- De ontdekking van de hemel van Harry Mulisch
- Het Sleutelkruid van Paul Biegel
- Ivanov van Hanna Bervoets
- Van de wachters van Willem Bijsterbosch
- De Tienduizend dingen van Maria Dermoût